# Ho Dam

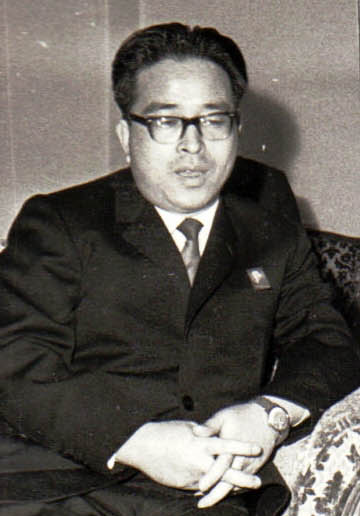
Ho Dam

Ho Dam (* 6. März 1929 in Wŏnsan; † 11. Mai 1991 in Pjöngjang), auch bekannt als Heo Tam, Heo Dam oder Ho Tam war ein nordkoreanischer Politiker.
Vor 1945 arbeitete Ho Dam als Bergarbeiter und Dreher. Ab 1948 studierte er einige Zeit an der Moskauer Lomonossow-Universität. 1956 wurde er Leiter der Asien-Abteilung des nordkoreanischen Außenministeriums. 1962 wurde er stellvertretender Außenminister und 1970 Außenminister. Er blieb in diesem Amt bis 1983.
Im November 1970 wurde Ho ins Zentralkomitee der Partei der Arbeit Koreas gewählt und war seit 1980 Kandidat des Politbüros. Etwa um den Oktober 1989 war er Vorsitzender des Komitee für die friedliche Wiedervereinigung des Vaterlandes und hat den US-amerikanischen Beamten Gaston Sigur empfangen.
Der Politiker soll nach Angaben der offiziellen Presseagentur Nordkoreas am 11. Mai 1991 nach langer Krankheit gestorben sein. Dabei wurden keine genauen Angaben gemacht, um welche Krankheit es sich handelte.